# Housesteads (římská pevnost)

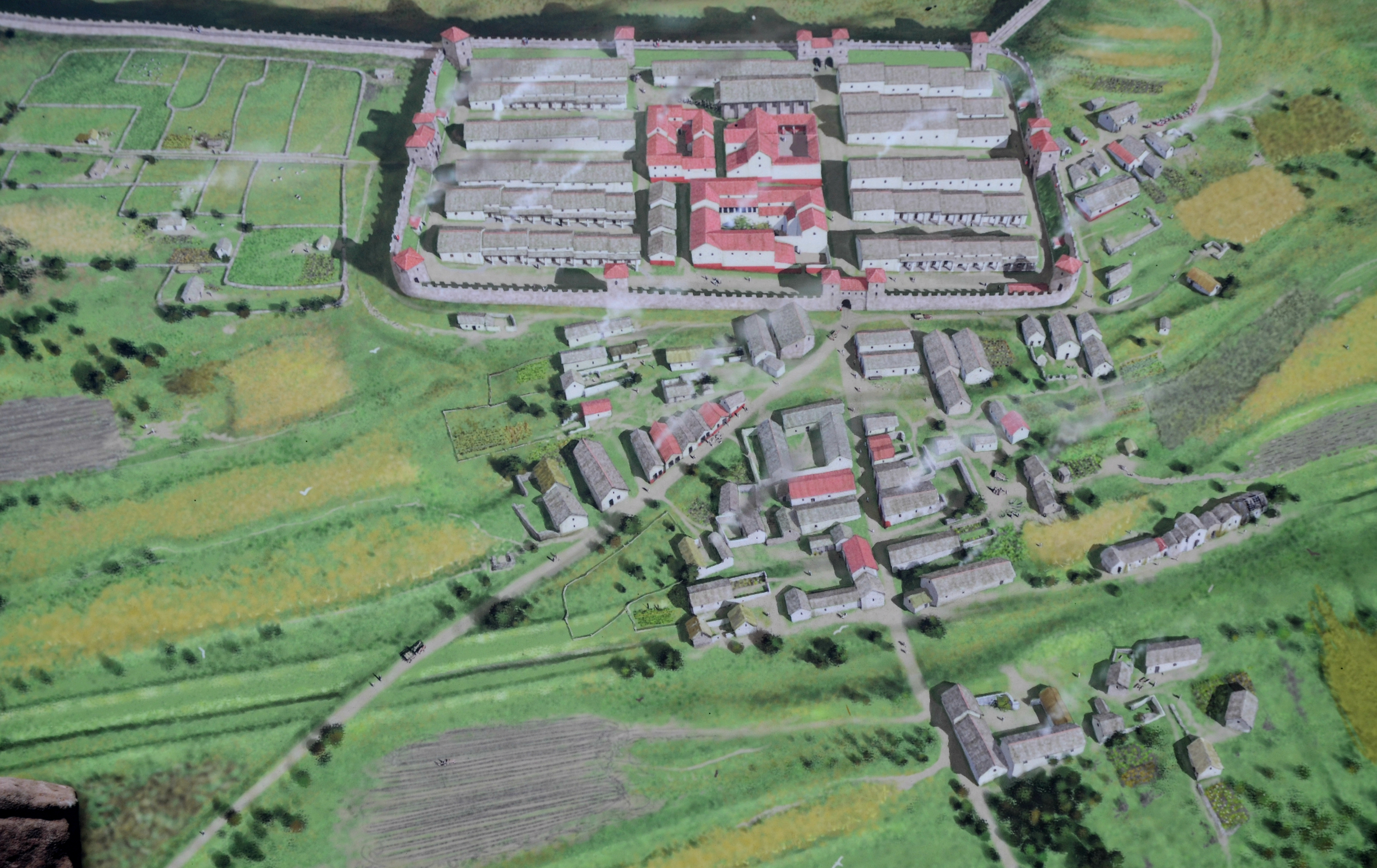
Pevnost Housesteads (Vercovicium) – model

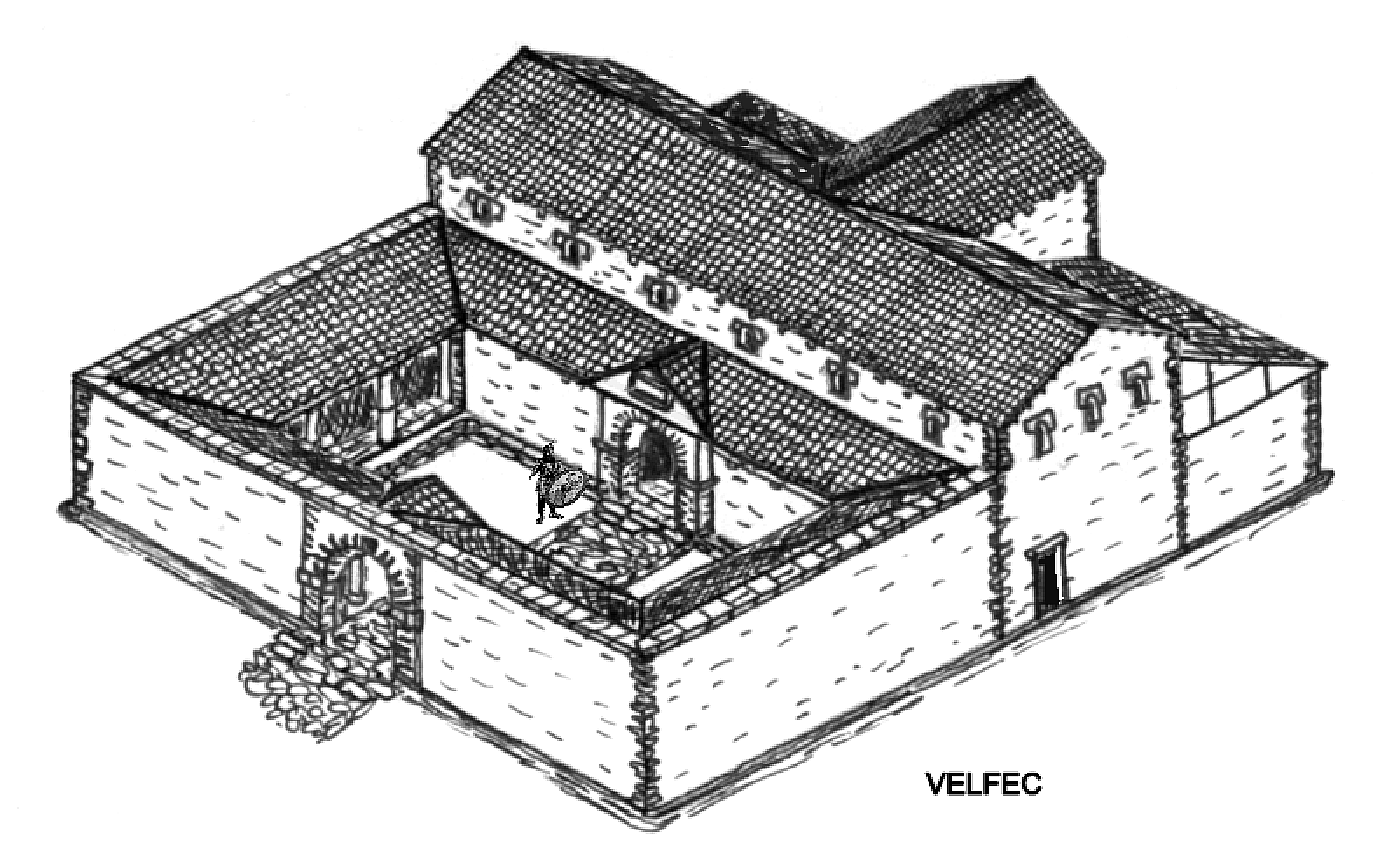
Principia, budova velitelství pevnosti Housesteads

Housesteads (římská pevnost) je moderní název bývalé pomocné pevnosti zhruba uprostřed Hadrianova valu. Leží v hrabství Northumberland v Anglii, na jih od jezera Broomlee Lough, na farmě Housesteads, 6 a půl km na sever od vesnice Bardon Mill, u silnice B6318 a téměř 10 km na severovýchod od městečka Haltwhistle. Z tohoto vyvýšeného místa je strategický výhled na vřesoviště národního parku Northumberland National Park a na Hadriánův val. Jde o nejlépe zachovanou římskou pevnost v Británii, jednu z nejznámějších v Římské říši.
Pevnost na ploše více než 2 hektary byla postavena kolem roku 124 našeho letopočtu, tedy brzy poté, co Římané stavbu Hadriánova valu zahájili. Tato oblast tehdy spadala do území římské provincie zvané Britannia.
Lokalitu v moderní době vlastní National Trust a pečuje o ni organizace English Heritage. Archeologické nálezy odsud lze spatřit v místním muzeu, dále v muzeu u pevnosti Chesters a v Great North Museum: Hancock ve městě Newcastle na Tyne v severovýchodní Anglii.

## Další starověké názvy pevnosti
V písemných záznamech se vyskytuje v podobě Vercovicium, Borcovicus, Borcovicium a Velurtion. Nápis nalezený přímo v Housesteads s písmeny VER je pravděpodobně zkratkou pojmenování Ver(covicianorum) – písmena VER se v latině pozdější doby mohla psát i BOR.

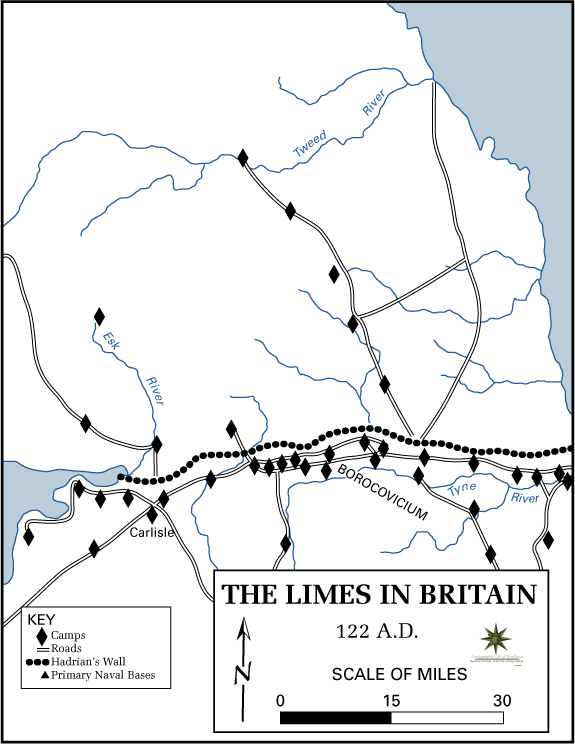
Mapa Hadriánova valu; Limes Romanus

Moderní název vychází z pojmenování statku Housesteads z 18. století.

## Pevnost ve starověku
Důkazů o obývání lokality v době před Římany je málo. Hadrianův val se začal stavět v roce 122. Pevnost na pozemcích dnešní farmy Housesteads se stavěla od roku 124 na místě, kde byl už dříve postaven základ pro široký obranný val a věžička 36B. Ta se nyní nachází uvnitř areálu pevnosti. Jako stavební materiál sloužil kámen. Pevnost má typický půdorys: je ve tvaru obdélníka, se zaoblenými nárožími. Na všech čtyřech stranách byly brány, které ležely proti sobě. Delší strana pevnosti vystupuje ven z valu, na rozdíl od bran a věží v rozích.
Pevnost časem prošla několikrát opravami a řadou přestaveb, zejména její severní obranný systém, který byl vzhledem k prudkému svahu obzvlášť náchylný ke zřícení.

### Posádka
Ve 2. století našeho letopočtu ji tvořila neznámá kohorta pomocné pěchoty a jednotka legionářů vyčleněná z Legio II Augusta.  
Ve 3. století šlo o Cohors I Tungrorum, rozšířenou o numerus Hnaudifridi a Cuneus Frisiorum, frízskou jednotku kavalérie, přičemž slovo cuneus zde odkazuje na formaci ve tvaru klínu. Oddíl Tungrorum původně byl v nedaleké pevnosti Vindolanda (na jihozápad od Housesteads). Důkazem je náhrobní kámen velitele centurie, který padl v boji pravděpodobně za vlády císaře Hadriána (117–138). 

### Zachované nápisy
O časné přítomnosti Tungrorum svědčí dva rané nápisy. Jeden je na malém stavebním kameni s iniciálami této kohorty, který se zachoval v dolní části stěny jedné z původních budov pevnosti z Hadriánovy doby; tato sýpka byla potom výrazně přestavěna v letech 205–208. 

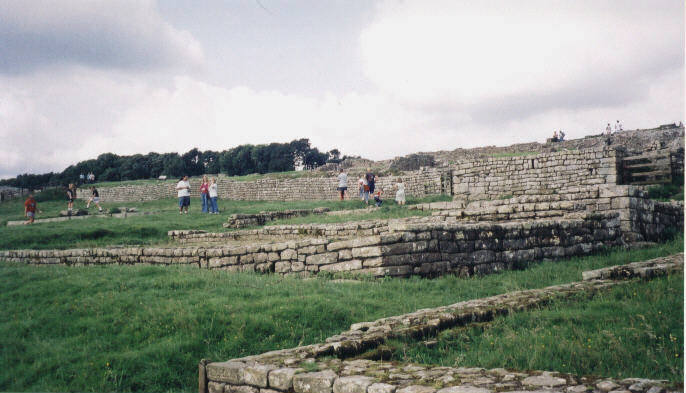
Čtyři domy z civilní osady jižně od pevnosti

Druhým je nápis, kterým první kohorta Tungrorum děkuje "bohům a bohyním"; deset podobných textů známých z různých míst Římské říše je spojeno s vypuknutím moru okolo roku 165.

### Civilní osada
Na jih od pevnosti vyrostlo rozsáhlé civilní osídlení (vicus). Některé kamenné základy z těchto domů je stále možné vidět, včetně takzvaného "Murder House", kde byly pod nově položenou podlahou objeveny dvě kostry.

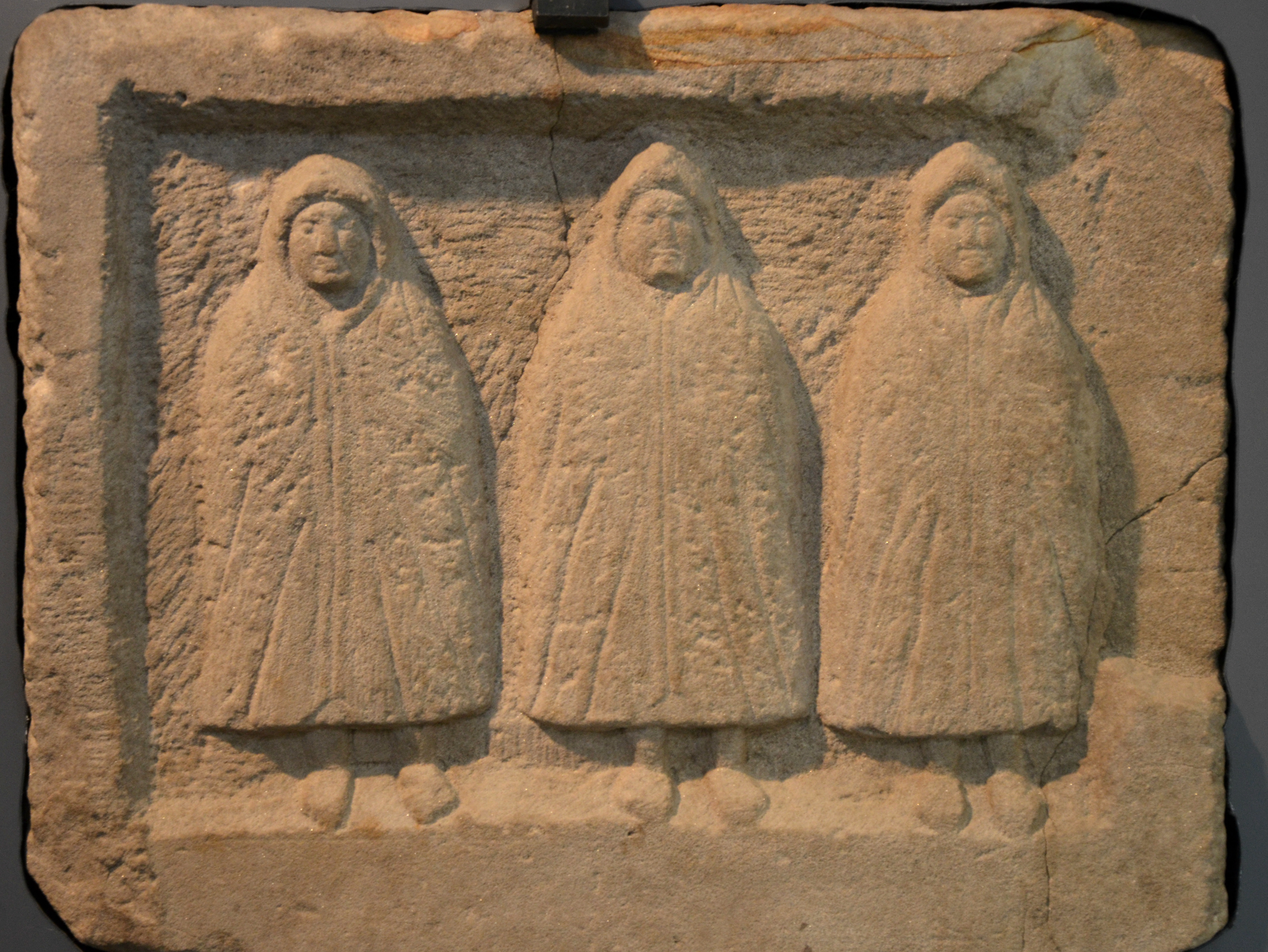
Géniové, keltská božstva, pískovcový reliéf z civilní osady, 1. polovina 3. století

## Za císaře Hadriána a po jeho smrti
Před koncem Hadriánovy vlády (v roce 138) byl val dokončen a Housesteads byla jednou z jeho 17 pevností a její posádka se podílela na počtu téměř 10 000 mužů, kteří val hájili.

### Antoninův val
Do čtyř let po Hadriánově smrti však jeho nástupce, Antoninus Pius (vládl 138–161) začal se stavbou druhého valu, tzv. Antoninova, přes úžinu mezi ústími řek Forth a Clyde ve středním Skotsku. Pro častý předpoklad, že Hadriánův val byl potom opuštěn, neexistují v pevnosti Housesteads žádné důkazy. 

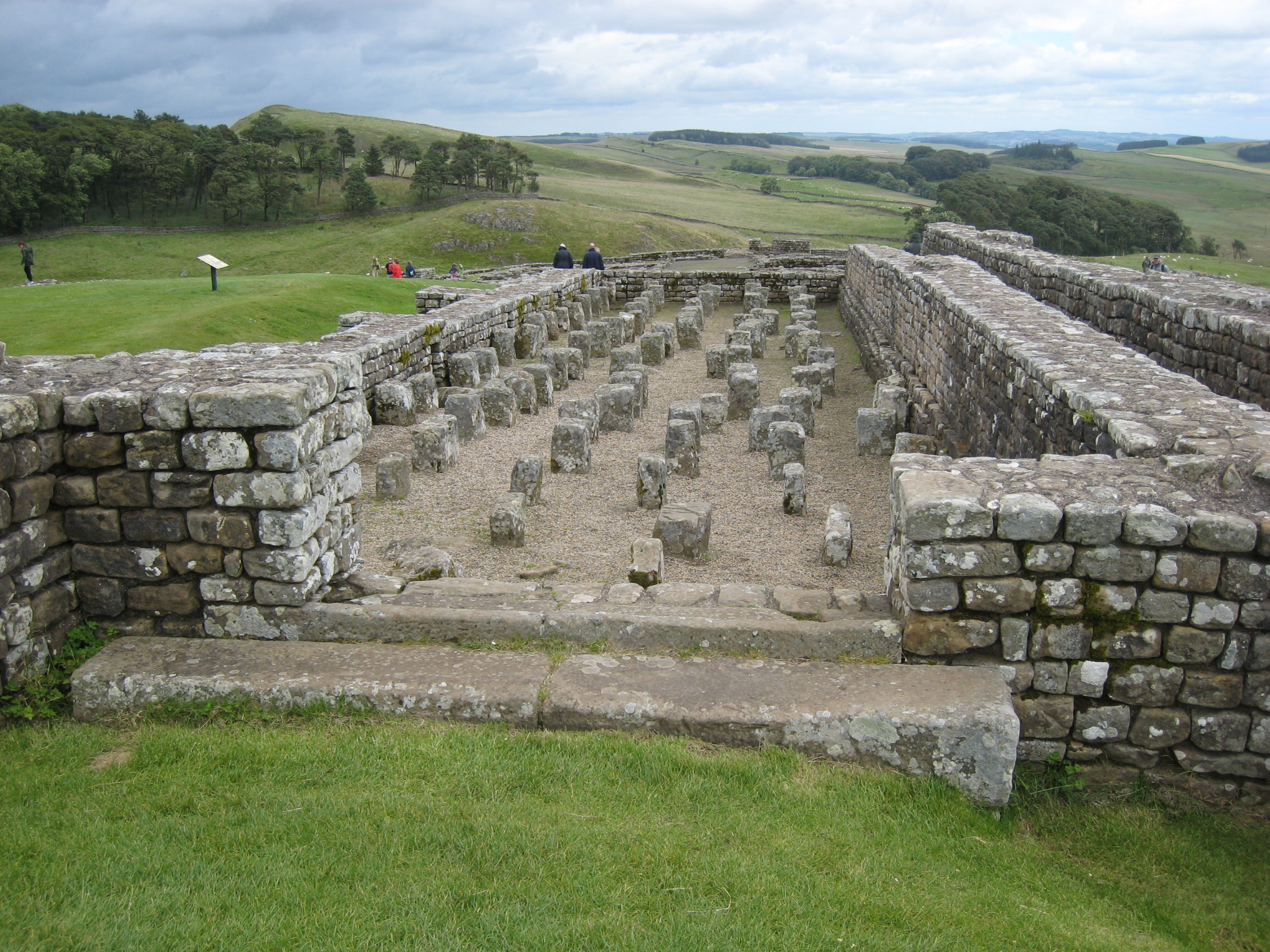
Sýpka pevnosti Vercovicium. Sloupy nesly zvýšenou podlahu, aby potraviny zůstávaly v suchu a bez škůdců. Na fotografii tedy není zachycena část hypokaustu.

Většina posádky se skutečně přesunula o 160 km na sever na Antoninův val, (do pevnosti Castlecary Fort), ale část zůstala. Právě z této doby pravděpodobně pochází oltář boha Jupitera a boha zvaného Cocidius, který v pevnosti Housesteads postavili vojáci Druhé legie.

### Po opuštění Antoninova valu
Antoninův val byl opuštěn po roce 160 a ten Hadriánův byl příští dvě staletí plně obsazen vojskem. V Housesteads se hodně stavělo, od druhé poloviny 2. století a během 3. století vyrostl dům velícího důstojníka, sýpky a další stavby. V době římské v pevnosti žilo a pracovalo 800 vojáků. I proto znělo původní pojmenování pevnosti Vercovicium, tedy "místo, kde jsou výteční bojovníci'. 
Pevnost tehdy stála na samé hranici Římské říše. Důležité bylo, že byla soběstačná. Její obyvatelé měli kasárny, nemocnici, stál tam dům velitele, sýpky a společné latríny; pozůstatky většiny těchto staveb se zachovaly. Sýpky měly pečlivě propracovaný systém větrání. 

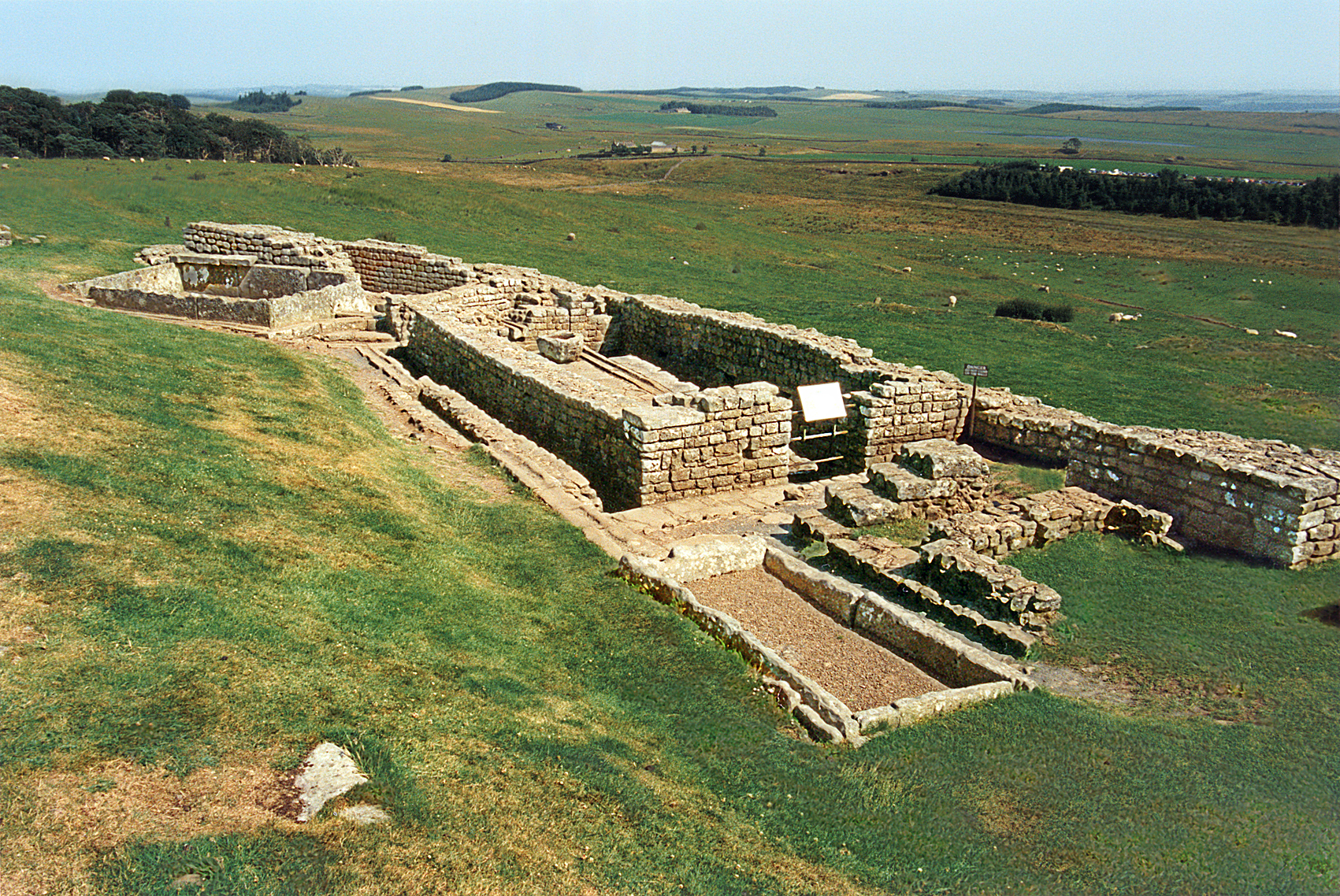
Latríny římské pevnosti Housesteads

Latrína měla dvě podélné lavice, kde vojáci seděli vedle sebe; dole tekla voda, která exkrementy odváděla. Jde o jedny z nejlépe zachovaných starověkých kamenných latrín na území římské Británie.Tato pevnost však, což bylo nezvyklé, neměla vlastní zdroj vody, její obyvatelé proto museli zachytávat vodu dešťovou. Pro tento účel vybudovali při kraji obranné linie velké nádrže s okraji z kamene.

### 4. a 5. století
Podle dokumentu Notitia Dignitatum ze začátku 5. století byla posádka v pevnosti ještě ve 4. století. Vojáci pocházeli z území moderní Belgie. Do roku 409 se Římané z pevnosti stáhli.

## Doba moderní
Tato lokalita je nyní ve vlastnictví charitativní organizace National Trust a pečuje o ni britská kulturní nezisková organizace Anglické dědictví. Nálezy z odsud lze vidět ve výše zmíněných muzeích. Sbírka objevů z římských dob dokumentuje, jak se na tomto místě žilo před dvěma tisíci lety. Jsou zde například římské oltáře, šperky, nástroje a zbraně, vše vykopané v této pevnosti. Poblíž byla navíc nalezena klasická okřídlená socha Vítězství.
Pevnost Housesteads byla jednou ze stálých základen podél Hadriánova valu. Je nejúplnějším příkladem římské pevnosti v Británii, takže díky návštěvě je možné si vytvořit poměrně přesnou představu, jak římské pevnosti svého času vypadaly.

## Farma Housesteads
Housesteads je bývalý statek, na jehož pozemcích zbytky pevnosti leží. V roce 1604 se nájemcem farmy stal Hugh Nixon, “zloděj dobytka, který navíc přechovával ukradené věci”. Od roku 1663 byla domovem Armstrongů, notoricky známé rodiny lupičů, kteří působili v tomto kraji (Border Reivers). Nicholas Armstrong koupil farmu v roce 1692, ale už v roce 1694 ji musel za 485 liber prodat Thomasu Gibsonovi z Hexhamu. Armstrongovi na ní zůstali jako nájemníci. Šlo o známou skupinu zlodějů koní a dobytka, kteří ve staré pevnosti ukrývali ukradené koně a dobytek. Obchodovali až s Aberdeenem a jihem Anglie. Bývaly doby, kdy každý muž z této rodiny byl psancem, kterého postavily mimo zákon úřady anglické nebo skotské. Nicholas byl v roce 1704 oběšen a jeho bratři uprchli do Ameriky.
Armstrongové žili v typickém opevněném domě (bastle house) ze 16. století. Měl dvě podlaží: v přízemí měli hospodářská zvířata, v patře byl obytný prostor. Pozůstatky domu dosud stojí u jižní brány římské pevnosti, zachovaly se kamenné schody a úzká okna. V 17. století byla do strážní komory v bráně zabudována sušárna na kukuřici.
V 1698 farmu koupil Thomas Gibson, který začal kolem pevnosti obdělávat půdu a při tom vyoral celou řadu římských artefaktů. Bastle house ze 17. století nahradila budova statku, kterou postavili nad římskou nemocnicí, kterou v roce 1725 načrtl Stukely. V průběhu 18. století na farmě Housesteads hospodařila stále jedna rodina, která ji měla pronajatou. Existuje zápis z té doby o nájemci jménem William Magnay. Ukázalo se, že tamější studna nepochází z římských dob; vykopal ji právě on.
Zájem o pevnost vzrostl v 19. století, a to zejména poté, co v roce 1838 farmu koupil historik John Clayton, jako další ze své sbírky farem u Hadriánova valu. Lokalitu zbavil staveb z pozdějších dob. Statek Housesteads byl postaven kolem roku 1860. John Maurice Clayton se pokusil pevnost koupit v aukci v roce 1929. V roce 1930 ji dostala darem organizace National Trust. Farmu později vlastnili Trevelyanovi, kteří věnovali pozemek pro tamější muzeum.